# Saloca gorapaniensis
Saloca gorapaniensis là một loài nhện trong họ Linyphiidae.
Loài này thuộc chi Saloca. Saloca gorapaniensis được Jörg Wunderlich miêu tả năm 1983.